# Granite Pillars
I Granite Pillars (pilastri di granito in lingua inglese) sono un gruppo di notevoli picchi di granito liberi dal ghiaccio, situati a ovest del Ghiacciaio Beardmore e 4 km a est del Monte Ida, nella catena montuosa dei Monti della Regina Alessandra in Antartide.
Furono scoperti nel corso della spedizione Nimrod (1907-1909), guidata dall'esploratore polare inglese Ernest Shackleton e vennero inizialmente denominati "Cathedral Rocks" (rocce della cattedrale); il nome fu in seguito cambiato per evitare confusioni con l'omonimo Cathedral Rocks della Catena Royal Society nella Terra della Regina Vittoria.